# بيركهولدرية ملتبسة
بيركهولدرية ملتبسة (الاسم العلمي:Burkholderia ambifaria) هي نوع من البكتيريا تتبع جنس البيركهولدرية من فصيلة البيركهولدرات.